# Teatro de Esch
El Teatro de Esch (en francés: Théâtre d’Esch) es un teatro en Esch-sur-Alzette, en el país europeo de Luxemburgo. Dirigido por Charles Muller, el auditorio principal tiene 517 asientos numerados. El teatro ofrece representaciones de óperas, operetas, conciertos, espectáculos de danza, variedades, jazz, canciones, musicales y otros entretenimientos.
La sala más pequeña, con 100 plazas, se utiliza comúnmente para actuaciones de jazz íntimas y recitales de poesía y conferencias. El edificio también se utiliza para la presentación de exposiciones de arte.